# Зверево (Иркутская область)
Зве́рево — посёлок в Ангарском городском округе Иркутской области России. Находится примерно в 20 км к югу от Ангарска.

## История
Входил в состав городского поселения Мегетское муниципальное образование Ангарского муниципального района. Законом Иркутской области от 10 декабря 2014 года № 149-ОЗ, с 1 января 2015 года все муниципальные образования ныне упразднённого Ангарского муниципального района, в том числе и Мегетское муниципальное образование, объединены в Ангарский городской округ.

## Население
| 2002 | 2010 | 2011 | 2012 |
| ---- | ---- | ---- | ---- |
| 7    | ↗13  | →13  | ↘10  |

Гендерный состав
По данным Всероссийских переписей, в 2002 году проживало 7 человек (4 мужчины и 3 женщины), в 2010 году в посёлке проживало 13 человек (8 мужчин и 5 женщин).